# Kreisgericht Cüstrin
Das Kreisgericht Cüstrin war ein preußisches Kreisgericht in der damaligen Provinz Brandenburg mit Sitz in der Stadt Cüstrin.

## Geschichte
In Bezirk des Kreisgerichts Cüstrin bestanden bis 1849 das königliche Land- und Stadtgericht Cüstrin sowie viele Patrimonialgerichte.
1849 wurden in Preußen einheitlich Kreisgerichte geschaffen. Hierbei wurde die Patrimonialgerichtsbarkeit abgeschafft und die Patrimonialgerichte wurden aufgehoben. Auch die eingangs genannten Gerichte wurden aufgehoben und es entstand das Königliche Kreisgericht Cüstrin im Sprengel des Appellationsgerichts Frankfurt a. d. Oder. Es war für den größten Teil des Kreises Königsberg Nm. und Teile der Kreise Landsberg und Lebus zuständig.
Das Gericht war Schwurgericht für die Kreisgerichte Cüstrin, Königsberg Nm. und Soldin. Am Gericht waren 1870 ein Direktor und 12 Kreisrichter eingesetzt. 1870 betrug die Zahl der Gerichtseingesessenen 80.850. Eine Gerichtsdeputation bestand in Seelow, Gerichtskommissionen bestanden in Bärwalde und Neudamm.
Im Rahmen der Reichsjustizgesetze wurde das Gerichtswesen in Deutschland 1879 vereinheitlicht. Damit wurde das Kreisgericht Cüstrin aufgehoben und das königlich preußische Amtsgericht Cüstrin mit Wirkung zum 1. Oktober 1879 als eines von 12 Amtsgerichten im Bezirk des Landgerichtes Landsberg a.W. als Nachfolger gebildet.  Auch die Gerichtsdeputation/kommissionen wurden in Amtsgerichte (Amtsgericht Seelow, Amtsgericht Bärwalde in der Neumark und Amtsgericht Neudamm) umgewandelt.